# 共通安全保障防衛政策
共通安全保障防衛政策（きょうつうあんぜんほしょうぼうえいせいさく、英語:  Common Security and Defence Policy、 CSDP ）とは、欧州連合の共通外交・安全保障政策の主たる基本原理。リスボン条約が発効する以前は欧州安全保障防衛政策と呼ばれていた。共通安全保障防衛政策は北大西洋条約機構のもとでの欧州安全保障防衛アイデンティティを継承するものであるが、北大西洋条約機構 (NATO) に参加していない国を含んでいる欧州連合の管轄であるという点で異なっている。
正確に言うと共通安全保障防衛政策は加盟国政府の代表者が集まって構成される欧州連合理事会が扱う領域である。しかし実際には欧州連合外務・安全保障政策上級代表が重要な役割を担っている。

## 歴史
ヨーロッパの安全保障政策は1990年代に西欧同盟、北大西洋条約機構、欧州連合のそれぞれの枠組みの中で発展されていったものであった。

### 背景
ヨーロッパ共通の安全保障と防衛についての政策をまとめようとする動きは第二次世界大戦後から間もない時期からあった。1948年、のちの北大西洋条約機構に参加することになる諸国で集団防衛を目的とした機関である西欧同盟が設立される。その直後に北大西洋条約機構が設立され、西欧同盟は存在感が薄れていくことになる。1950年代には欧州石炭鉄鋼共同体に似た性格を持つ欧州防衛共同体の設立が提唱されたが、フランスにおいて議会が設立に必要な条約批准に反対したことからこの構想は断念された。

### ペータースベルク・タスク
1992年に西欧同盟はペータースベルク・タスクを採択し、情勢が不安定化しそうな東ヨーロッパでの事案に備えた。西欧同盟自体は固有の軍隊を保持しておらず加盟国間での協力に依存する体制をとっていたが、ペータースベルク・タスクにより以下のような任務を負うことでその存在感は一気に大きくなった。
- 人道支援・救難任務
- 平和維持活動
- 緊急時や和平形成のための部隊派遣

### 西欧同盟・北大西洋条約機構との関係とベルリン合意
1996年、ベルリンにおいて閣僚会議が開かれ、そこで西欧同盟は北大西洋条約機構の構造内における欧州安全保障防衛アイデンティティの創設を監督するということが合意された。欧州安全保障防衛アイデンティティは北大西洋条約機構においてヨーロッパの「柱」を設置すること、また北大西洋条約機構として軍事的な行動を望まないような分野においてヨーロッパ諸国が行動できるようにすること、さらには冷戦以降ヨーロッパに保有する軍事基地の維持費用についてアメリカの負担を軽減させることを目的としている。ベルリン合意では西欧同盟を通じて、希望すればヨーロッパ諸国が北大西洋条約機構の資源を利用することができるようになった。なおベルリン合意は後述のベルリン・プラス合意において修正され、欧州連合がこのような分野での作戦指揮を執ることができるようになった。

### ペータースベルク・タスクと西欧同盟の欧州連合への編入
欧州連合はアムステルダム条約によりペータースベルク・タスクを自らの扱う領域として取り入れた。アムステルダム条約ではペータースベルク・タスクに基づく共通安全保障防衛政策の漸進的な枠組みを示している。従来イギリスはこの計画を渋っていたが、サン・マロで発表したフランス大統領ジャック・シラクとイギリス首相トニー・ブレアの2国間宣言で方針を転換し、その宣言で両者は「連合は国際的危機に対応するために、信頼性のある軍事力とその行動を決定する手段に裏打ちされた、自立的行動のための能力を保有しなければならない」としている。
1999年6月、ケルン欧州理事会において西欧同盟の機能を欧州連合に編入させることが決定され、これにより西欧同盟は事実上停止することになった。またこの理事会において共通外交・安全保障政策と欧州安全保障防衛政策の向上のために、ハビエル・ソラナを共通外交・安全保障政策上級代表に任命した。

### ヘルシンキ目標
欧州安全保障防衛政策の軍事力増強策の具体的な第一歩として欧州連合加盟国は1999年、ヘルシンキ目標に調印した。各国はまた、ペータースベルク・タスクを実行できるようにするために現存軍事能力リスト 'Helsinki Force Catalogue' を作成することにも合意した。その後、欧州連合は2001年のラーケン欧州理事会で欧州能力アクションプランを立ち上げた。ところがヘルシンキ目標で想定された目的は速やかに達成できるものではないということが明らかになった。2004年5月、欧州連合の防衛担当閣僚は "Headline Goal 2010" を承認し、欧州連合の計画実行にむけたさらなる予定を策定した。

### 欧州連合・北大西洋条約機構間の関係とベルリン・プラス合意
ヨーロッパの安全保障の柱を独立させたことにより大西洋両岸の議論の場である北大西洋条約機構の重要性が薄れているのではないかという懸念が出されるようになった。サン・マロ会談を受けて、アメリカ国務長官マデレーン・オルブライトは現在でもなお用いられているアメリカの欧州安全保障防衛政策に対する要望を示した3つのDを表明した。すなわち、北大西洋条約機構の下で効率的に実施できる行動と重複 (duplication) させないこと、アメリカおよび北大西洋条約機構を分断 (decoupling) しないこと、トルコなどの欧州連合非加盟国を区別 (discrimination) しないことである。
2002年の欧州連合・北大西洋条約機構共同宣言において、協力関係の形として6つの原則が策定された。このなかでも危機管理活動は「相互に補強しあう」ものであり、すなわち実効的な協議・協力がなされ、また相互の対等な関係に基づき「意思決定の自主性と影響力」に対して十分に考慮し、「両機関に共通する必要な軍事力の結合と相互補強」を行っていくというものとされた。これらの協力関係はベルリン・プラス合意を反映しているものである。つまり2003年3月以降は北大西洋条約機構が行動することを拒否した場合でも、欧州連合は北大西洋条約機構の組織や制度、資源を使って軍事行動を実行することができるようになった。さらに欧州連合・北大西洋条約機構間での情報共有についての合意が署名され、また欧州連合の連絡機関が欧州連合軍最高司令部（SHAPE; 北大西洋条約機構の計画・活動における戦略的中枢）やナポリの統合部隊司令部に設置されている。
欧州連合の部隊と北大西洋条約機構との関係を表現する言葉に「分離可能だが一体のもの」(separable, but not separate) というものがしばしば使われることがある。つまり同一の部隊と軍事力によりEU・NATO双方の行動の基礎を形成することになるが、それらは必要であれば欧州連合のために用いられることがあるというものである。また作戦に関しては優先権があり、北大西洋条約機構が行動を拒否する場合に限り欧州連合が行動の実施を決定することができる。

### 欧州安全保障戦略
欧州安全保障戦略とは欧州連合の国際安全保障戦略の指針を示す文書であり、 "A Secure Europe In A Better World" というタイトルがつけられている。この文書は2003年12月12日にブリュッセルで開かれた欧州理事会で承認され、共通外交・安全保障政策上級代表であるハビエル・ソラナのもとで起草された。欧州安全保障政策が導入されたことにより、ヨーロッパは共同での安全保障戦略を初めて構築することになった。この戦略はアメリカ合衆国国家安全保障戦略に相当するものとされている。
この文書は「ヨーロッパがこれほどまでに繁栄したことも、安全であったことも、自由であったこともない」"Europe has never been so prosperous, so secure nor so free" という書き出しではじめられ、「世界は新たな危険と好機だらけである」"The world is full of new dangers and opportunities" と締めくくられている。また文書ではこのようなものに沿って、「どの国も単独では今日の複雑な難関に対応することができないため」"no single nation is able to tackle today's complex challenges"、グローバル化が進む世界においてヨーロッパの安全保障の確保のために、域内外での相互協力は欠かすことができないものであるとしている。ヨーロッパは欧州安全保障戦略などで重大な脅威としているようなもの、すなわちテロリズム、大量破壊兵器の拡散、地域紛争、失敗国家、組織犯罪といったものに対応していかなければならないということがまとめられている。

### 欧州防衛機関
2004年7月12日、欧州防衛機関の詳細が取りまとめられ、元イギリス国防省のニック・ホイットニーを長とする80人規模の機関とされた。欧州連合加盟27か国による費用負担はおよそ1600億ユーロとなっている。

### 欧州憲法条約
2004年の欧州憲法条約草案では欧州安全保障防衛政策を基本条約上の規定として盛り込むことが企図されていたが、同条約はフランスとオランダで批准が拒否され、また7か国で批准手続きが凍結されたために発効に至らなかった。同条約では以下のように規定されていた。

### リスボン条約
リスボン条約の発効により、欧州連合外務・安全保障政策上級代表職が新設される。この職は従来の共通外交・安全保障政策上級代表に代わるものであり、発効が断念された欧州憲法条約で企図されていた「欧州連合の外相」職の代案である。しかしこの職では、加盟国から独立して機能する能力が首脳間での以下のような合意により制限されている。

## 域外における展開
1999年の意思表示を受けてから欧州安全保障防衛政策のもとでは初めて欧州連合部隊 (EUFOR) が2003年3月にマケドニア旧ユーゴスラビアにおいて展開した。コンコルディア (EUFOR Concordia) は北大西洋条約機構の資源・組織の支援を受けて行動し、和平維持に成果をあげたものとみなされ、その後の警察団 "EUPOL Proxima" に引き継がれた。これ以降も小規模ながら、警察、司法、監視団が展開されていった。マケドニアと同様に、欧州連合はボスニア・ヘルツェゴビナにおいても平和維持活動部隊アルテア (EUFOR Althea) を展開した。
2003年5月から9月の間には、国際連合安全保障理事会決議1484のもとでコンゴ民主共和国における「アルテミス作戦」を展開した。アルテミス作戦では将来の展開において用いられる「枠組国」制度が示されていた。欧州連合は2006年6月にも、コンゴ民主共和国での選挙機関における国際連合の活動を支援するために "欧州連合部隊 DRコンゴ" (EUFOR DR Congo)を派遣した。
地理的に、バルカンやコンゴ民主共和国以外で欧州連合の部隊はグルジア、インドネシア、スーダン、パレスチナ、ウクライナ、モルドバで展開している、またイラクにおいては司法ミッション "EUJUST Lex" を派遣している。2008年にはチャドと中央アフリカにおいても国際連合とともに部隊の展開を行っている。

## 現行の内容と構造
- 欧州防衛機関
- ヘルシンキ目標
- 欧州国家憲兵隊
- 欧州連合戦闘群
- 欧州連合安全保障研究所

以下の常設の政治・軍事機関は欧州理事会の承認を受けて設置されている。
- 政治・安全保障委員会
- 欧州連合軍事委員会
- 欧州連合軍事スタッフ
- 危機管理の文民的側面に関する委員会

欧州安全保障防衛政策ではハビエル・ソラナや軍事スタッフなど欧州連合理事会事務局に強く支えられている。
2007年1月1日以降、欧州連合作戦センターがブリュッセルで稼働している。このセンターは規模が限定されるが、およそ2000人の部隊の指揮を執ることができる。
このほか、パリのモン・ヴァレリアン、ロンドンのノースウッド、ポツダム、ローマのチェントチェッレ、ラリサの5か国の作戦本部が欧州連合のために供用されることになっている。たとえばアルテミス作戦ではモン・ヴァレリアンが本部として、また EUFOR DR Congo ではポツダムが使用された。また欧州連合は北大西洋条約機構の資源も使うことができる。